# NK News
NK News es un sitio web estadounidense basado en suscripción que ofrece noticias y análisis sobre Corea del Norte. Establecida en 2011, tiene su sede en Seúl, Corea del Sur, con reporteros en Washington D. C. y Londres. Los informes se basan en información recopilada de fuentes nacionales, visitantes occidentales que regresaron recientemente a Corea del Norte, historias presentadas por la Agencia Central de Noticias de Corea (KCNA), entrevistas con desertores e informes publicados por ONG y gobiernos occidentales. El fundador y director gerente del sitio es Chad O'Carroll, un ex empleado del German Marshall Fund, que ha escrito sobre temas de Corea del Norte y Corea del Norte para The Daily Telegraph.

## Suscripción
La plataforma hermana de NK News, NK Pro, va más allá de la función de un medio de noticias y también proporciona herramientas de análisis de datos basadas en suscripción diseñadas para que las utilicen expertos y analistas en publicaciones de investigación y análisis del sector público y privado. Estas herramientas incluyen el rastreador de liderazgo de Corea del Norte, el rastreador de barcos de Corea del Norte, el rastreador de aviación de Corea del Norte, indicadores principales y KCNA Watch. KCNA Watch, sin embargo, ha sido criticado por proporcionar archivos incompletos de sitios web de Corea del Norte en comparación con los de Wayback Machine de Internet Archive y los cachés web de varios motores de búsqueda.

## Controversias
A principios de 2014, NK News fue bloqueado parcialmente por el gobierno de Corea del Sur, aparentemente por violar la Ley de Seguridad Nacional, una regulación de censura que prohíbe algunos informes provenientes de Corea del Norte. 
NK News ha sido acusado de ser una tapadera para la CIA por miembros de la Asociación de Amistad de Corea, que es una asociación de amistad con sede en España y Corea del Norte.